# 男鹿半島・大潟ジオパーク

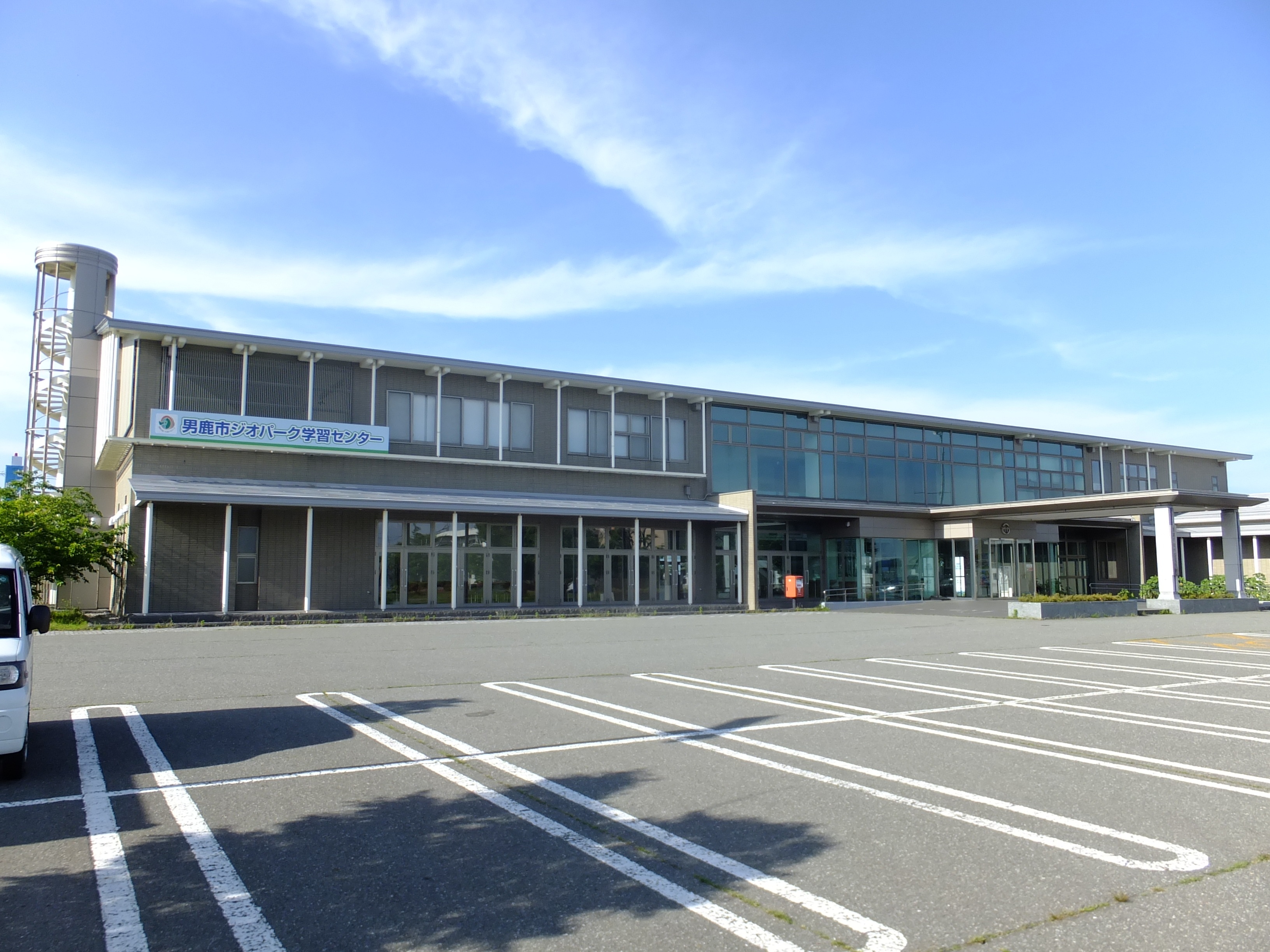
男鹿半島・大潟ジオパークの学習センターが入る男鹿市役所若美庁舎

男鹿半島・大潟ジオパーク（おがはんとう・おおがたジオパーク、英: Oga Peninsula - Ogata Geopark）は、秋田県の男鹿市および大潟村のそれぞれ全域をテリトリーとするジオパークである。

## テーマ
男鹿半島・大潟ジオパークのテーマは、「半島と干拓が育む人と大地の物語」である。

## 沿革
- 2011年9月5日 - 日本ジオパークとして認定される[1]。
- 2015年12月14日 - 日本ジオパークとして再認定される[1][3]。

## エリアと主なジオサイト
日本ジオパークネットワークのウェブサイトでは、下記が「主な見どころ・おすすめジオサイト」とされている。
- 生鼻崎ジオサイト
- 寒風山ジオサイト
- 船川港築港ジオサイト
- 館山崎ジオサイト
- 潮瀬崎ジオサイト
- 男鹿目潟火山群ジオサイト
- 入道崎ジオサイト
- 男鹿のナマハゲゆかりの地ジオサイト
- 八郎潟干拓地ジオサイト
- 大潟村の自然ジオサイト